# Рейн, Гавриил
Гавриил (Габриэль) Рейн (фин. Gabriel Rein; 20 декабря 1800, Яски — 12 [24] июня 1867, Гельсингфорс) — финский писатель, ординарный профессор и ректор Императорского Александровского университета (1848—1858).

## Биография
Родился 20 декабря 1800 года в местечке Яскис, близ Иматры Выборгской губернии (ныне — посёлок Лесогорский Ленинградской области).
Обучался в университете города Або (ныне Турку) и там же стал лектором истории. В 1834 году был назначен ординарным профессором истории в Императорском Александровском университете в Гельсингфорсе (ныне Хельсинки) и оставался в этой должности до выхода в отставку в 1861 году, получив звание заслуженного профессора.
Во время своей работы в университете Гавриил Рейн четыре раза избирался на должность ректора. Занимался изучением истории и статистики Финляндии. Его труды были написаны на латинском, шведском и немецком языках. Также знал русский язык.
Некоторое время Рейн был сотрудником Императорского Русского географического общества. В 1856 году был возведен в России в дворянское достоинство и, являясь представителем этого сословия, участвовал в работе финляндского сейма.
Умер в Гельсингфорсе 12 (24) июня 1867 года.

### Семья
С 1829 года он был женат на Sedig Edla Ekbom; у них был сын Карл Габриель Тиодольф (фин. Karl Gabriel Thiodolf Rein, 1838—1919), профессор философии Императорского Александровского университета.